# Queenston Heights
Queenston Heights är ett berg i Kanada.   Det ligger i provinsen Ontario, i den sydöstra delen av landet, 400 km sydväst om huvudstaden Ottawa. Toppen på Queenston Heights är 100 meter över havet.
Terrängen runt Queenston Heights är huvudsakligen platt. Runt Queenston Heights är det ganska tätbefolkat, med 100 invånare per kvadratkilometer.. Närmaste större samhälle är Niagara Falls, 5,7 km söder om Queenston Heights. 
Omgivningarna runt Queenston Heights är en mosaik av jordbruksmark och naturlig växtlighet.